# پوتومک کریک
پوتومک کریک (به انگلیسی: Potomac Creek) رودخانه‌ای به‌طول ۱۶٫۷ مایل (۲۶٫۹ کیلومتر) است که در ایالات متحده آمریکا جریان دارد.